# May Parker
Den här artikeln handlar om Peter Parkers dotter May Parker, för hans faster med samma namn se Faster May.
May Parker är en fiktiv seriefigur i en parallell dimension i den tecknade serien Spindelmannen och Spindelkvinnan. 

## Bakgrund
Hon är Mary Janes och Spindelmannens dotter, och föddes några år efter att Spindelmannen förlorat ett ben i en explosion. Båda hennes föräldrar ljög för henne och höll under många år sitt förflutna hemligt för dottern. Under tiden hon växte blev det klart att hon hade många gener från modern, hon blev därmed en vacker ung student, och hennes föräldrar hoppades att hon inte skulle få några av Spindelmannens egenskaper.
När hon var 14 år och hennes far dog började hon utveckla egna superkrafter som påminde om Spindelmannens. Mary Jane berättade då för henne att hennes pappa hade varit Spindelmannen och May fick Peters gamla spindelmannendräkt. Den gjorde hon om till att passa sig själv (en lite mer kvinnlig version).
Hon "ärvde" sina krafter från Spindelmannen, dock med vissa uppgraderingar och förbättringar. Hon fick bland annat ett spindelsinne som kunde förutsäga varifrån faran kom och även säga vilken typ av fara det var.
När Normie Osborn (Green Goblins barnbarn) skulle fortsätta sin "familjetradition" (som han såg det) blev han den första riktiga fiende May fick slåss mot, och denna vann hon över med framgång.
Tiden gick och May tog helt över rollen som Spindeln i New York. Med tiden mötte den nu 20-åriga unga kvinnan sin far som under sin roll som Spindelmannen hade teleporterats till framtiden. När de först möttes trodde May att han var någon som ville vandalisera spindelryktet och blev därmed rasande, hon sköt en Venomblast på honom och kastade sig över Spindelmannen som var svag efter träffen. Efter en kort fajt där Spindelmannen bara försökte försvara sig fick han ett slag i buken vilket ledde till att han flög rakt in i en stenvägg. Först när Spindelmannen, som för övrigt direkt känt igen sin dotter som hade (nästan helt) fått sin moders vackra kropp och ansikte, tog av sin mask och visade att han var Peter Parker trodde hon honom.

## Egenskaper
Extremt snabb, smidig, stark, vacker, snabba reflexer.

## Krafter
Förmågan att klättra på väggar, kan skjuta nät från händerna, spindelsinne, Venomblast (en sorts gift som skapar svaghet och lätt sinnesförvirring), hennes krafter kan komma att förändras när hon blir äldre i och med att hon bara är 20 år.